# آرنه هينركسن
آرنه هينركسن (بالنرويجية البوكمول: Arne Henriksen)‏ هو بروفيسور ومهندس معماري نرويجي، ولد في 26 فبراير 1944 في Søndre Land ‏ في النرويج.